# Francisco de Paula Escudero y Ramírez de Arellano
Francisco de Paula Escudero y Ramírez de Arellano fue un político español nacido en Corella (Navarra) el 26 de marzo de 1764. Falleció en Madrid el 14 de agosto de 1831.
Fue el único diputado por Navarra en las Cortes Constituyentes de Cádiz. En aquel momento era oficial de 2ª de la Secretaría de Marina. Fue elegido el 21 de septiembre de 1810 como diputado suplente por Navarra mediante el procedimiento seguido para las provincias ocupadas por los franceses. Realizó el juramento como diputado el 24 de septiembre de 1810 y causó baja el 20 de septiembre de 1813.
Durante el Trienio Liberal sería Ministro de Marina (4 de marzo de 1821 – 18 de enero de 1822) en el Gabinete Bardají, ocupando de manera interina otras carteras (Guerra, Gracia y Justicia) hasta la llegada de sus correspondientes titulares.
- Datos: Q5868051